# Wellant
De Wellant is een Nederlands appelras dat is ontwikkeld in het Plant Research International in Wageningen.

## Ontstaan
De appel is ontstaan in een appelteeltproject van Plant Research International in Wageningen door het kruisen van een Nederlandse Selectie met een Elise. Het project begon in 1987. Uiteindelijk werd de naam "Wellant" in 2006 gepatenteerd.

## Kenmerken
Het is een appel met een voornamelijk rode kleur en een matte schil en kan relatief groot worden. De smaak is voornamelijk zoet met een beetje zuur en in het algemeen is het een stevige en sappige appel met een wat ruwe schil.

## Naamgeving
In Duitsland wordt deze appel verkocht onder de naam Fresco.